# Prieten și dușman (film din 1997)
Prieten și dușman (în engleză The Devil's Own) este un film american de acțiune thriller regizat de Alan J. Pakula, fiind ultimul film al acestuia, regizorul murind anul următor. În film joacă actorii Harrison Ford și Brad Pitt.

## Rezumat
Acțiunea filmului are loc în anii 1970. Frankie McGuire (Brad Pitt) este un luptător al Armatei Republicane Irlandeze care se duce sub acoperire în Statele Unite pentru a obține rachete antiaeriene de pe piața neagră. Acolo locuiește în casa polițistului Tom O'Meara (Harrison Ford), care nu cunoaște adevărata sa identitate.